# Вор (мультфильм)
«Вор» — советский рисованный мультфильм 1934 года, снятый режиссёрами Александром Ивановым и Пантелеймоном Сазоновым на студии Мосфильм.

## Сюжет
Пионеру Васе и его псу Дружку пришла телеграмма. На колхозной Бахче пропадают арбузы, Васька и Дружок приезжают в колхоз. Васька принимает решение, чтобы Дружок притворился арбузом, и хитрость удалась. Вора Свинью поймали.

## Технические приёмы
- Мультфильм был одним из первых звуковых фильмов. Музыка к фильму была рисованной.